# Episodi de Gli amici di papà (prima stagione)
La prima stagione della serie televisiva Gli amici di papà è stata trasmessa in anteprima negli Stati Uniti d'America dalla ABC tra il 22 settembre 1987 e il 6 maggio 1988.
In Italia questa stagione è andata in onda su Rai Uno dal 21 ottobre al 30 dicembre 1989. 
| nº | Titolo originale             | Titolo italiano                     | Prima TV USA      | Prima TV Italia  |
| -- | ---------------------------- | ----------------------------------- | ----------------- | ---------------- |
| 0  | Episodio pilota              |                                     | inedito           | inedito          |
| 1  | Our Very First Show          | Il nostro primo spettacolo          | 22 settembre 1987 | 21 ottobre 1989  |
| 2  | Our Very First Night         | La nostra primissima notte          | 25 settembre 1987 | 21 ottobre 1989  |
| 3  | The First Day of School      | Il primo giorno di scuola           | 2 ottobre 1987    | 28 ottobre 1989  |
| 4  | The Return of Grandma        | Il ritorno della nonna              | 9 ottobre 1987    | 28 ottobre 1989  |
| 5  | Sea Cruise                   | La crociera sul mare                | 16 ottobre 1987   | 4 novembre 1989  |
| 6  | Daddy's Home                 | Chi è il mio papà?                  | 23 ottobre 1987   | 4 novembre 1989  |
| 7  | Knock Yourself Out           | Alla porta abbattuta                | 30 ottobre 1987   | 11 novembre 1989 |
| 8  | Jesse's Girl                 | La ragazza di Jesse                 | 6 novembre 1987   | 11 novembre 1989 |
| 9  | The Miracle of Thanksgiving  | Il miracolo del ringraziamento      | 20 novembre 1987  | 18 novembre 1989 |
| 10 | Joey's Place                 | La casa di Joey                     | 4 dicembre 1987   | 18 novembre 1989 |
| 11 | The Big Three-O              | Le tre o più grandi                 | 11 dicembre 1987  | 25 novembre 1989 |
| 12 | Our Very First Promo         | La nostra primissima promozione     | 18 dicembre 1987  | 25 novembre 1989 |
| 13 | Sisterly Love                | Amore fraterno                      | 8 gennaio 1988    | 2 dicembre 1989  |
| 14 | Half a Love Story            | Mezza storia d'amore                | 15 gennaio 1988   | 2 dicembre 1989  |
| 15 | A Pox in Our House           | Un vaiolo in casa                   | 29 gennaio 1988   | 9 dicembre 1989  |
| 16 | But Seriously Folks          | Ma seriamente gente                 | 5 febbraio 1988   | 9 dicembre 1989  |
| 17 | Danny's Very First Date      | Il primissimo appuntamento di Danny | 12 febbraio 1988  | 16 dicembre 1989 |
| 18 | Just One of the Guys         | Solo uno dei ragazzi                | 4 marzo 1988      | 16 dicembre 1989 |
| 19 | The Seven-Month Itch: Part 1 | Il prurito di sette mesi (1ª parte) | 11 marzo 1988     | 23 dicembre 1989 |
| 20 | The Seven-Month Itch: Part 2 | Il prurito di sette mesi (2ª parte) | 18 marzo 1988     | 23 dicembre 1989 |
| 21 | Mad Money                    | Soldi pazzi                         | 29 aprile 1988    | 30 dicembre 1989 |
| 22 | D.J. Tanner's Day Off        | Il giorno libero di Donna Jo        | 6 maggio 1988     | 30 dicembre 1989 |